# Johannes Lorentzen
Johannes Lorentzen (* 9. Dezember 1881 in Hadersleben; † 8. Juni 1949 in Kiel) war ein deutscher lutherischer Pastor und Volksmissionar, zuletzt Propst von Kiel.

## Leben und Wirken
Lorentzen studierte von 1902 bis 1906 Evangelische Theologie in Halle, München und Berlin. Im Sommersemester 1902 trat er dem Verein Deutscher Studenten (VDSt) Halle-Wittenberg bei. Im Sommersemester 1904 war er Vorsitzender des VDSt Berlin. Als prägende Theologen nannte er den Kieler Pastor Claus Harms und den dänischen Bischof und Dichter Nikolai Grundtvig, die er in seinem Buch Diesseits und jenseits der Grenze porträtierte; dazu den Generalsuperintendenten Theodor Kaftan, den Rektor der Flensburger Diakonissenanstalt Carl Matthiesen und den Breklumer Missionsdirektor Hans-Detlev Bracker.
Am 5. Dezember 1909 wurde Lorentzen als Provinzialvikar in Nustrup ordiniert. 1910 wurde er Hilfsgeistlicher, am 19. Juni 1910 Pfarrer auf Rømø. Im Ersten Weltkrieg war er  als Divisionspfarrer am Dnjepr im Einsatz. Nachdem er verschiedene Gemeindeämter in Nordschleswig innegehabt hatte (1910 Rømø, 1914 Hadersleben), kam Lorentzen 1919 nach Handewitt. Ab 1925 amtierte er an St. Nikolai in Kiel. Dort setzte er sich für den Erwerb einer alten Villa am Jägersberg 16 ein, die zum Gemeindehaus umgebaut wurde.
Lorentzen trat zum 1. Mai 1933 in die NSDAP ein (Mitgliedsnummer 2.734.343) und erhielt das „Goldene Parteiabzeichen“. Im 16. Rundbrief des „Bruderkreises junger Theologen“ 1930 hob er Hitlers Bekenntnis zum positiven Christentum hervor und warnte davor, „daß die Kirche wie auch gegenüber der sozialistisch bestimmten Arbeiterbewegung nun gegenüber der Hitlerbewegung die Stunde versäumt“. Seine Grundauffassung von christlicher und deutscher Geschichte ergibt sich aus dem „Glockenspiel“ Die Glocken von St. Nikolai, das er 1929 aus Anlass der Weihe der neuen Glocken für die Nikolaikirche in Kiel verfasste. Noch im Mai 1933 rief er im Bekenntnis eines Nationalsozialisten seine Kirche auf, den „Kampf gegen den liberalistischen Geist, gegen den Geist des an keine Verpflichtung gegenüber dem Ganzen gebundenen Einzelmenschen“ gemeinsam mit dem Nationalsozialismus zu führen. Am 6. Dezember 1933 unterschrieb er als einer von 140 der ca. 450 Pastoren der schleswig-holsteinischen Landeskirche die Misstrauenserklärung an Landesbischof Paulsen, der der NSDAP und den Deutschen Christen angehörte. Er schloss sich der Bekenntnisgemeinschaft an und gehörte vom November 1934 bis Juli 1935 dem Landesbruderrat an.
Von der 1. Bekenntnissynode in Schleswig-Holstein im Juli 1935 wurde Lorentzen zum Leiter des Amtes für Volksmission der Bekenntnisgemeinschaft mit Sitz in Breklum berufen. Er verfasste drei der zwanzig Breklumer Hefte. Dazu kam die Herausgabe des 1936 in Breklum erschienenen Sonderbandes: Die Nordmark im Glaubenskampf. Eine Antwort der Kirche an Gustav Frenssen.
Als Anfang des Jahres 1936 auch in Kiel ein Landeskirchenausschuss gebildet werden sollte, gehörte Lorentzen zu den Kandidaten, weil er als Pastor der Bekenntnisgemeinschaft auch das Vertrauen der Deutschen Christen besaß. Lorentzen nahm dort eine Rolle als Vermittler ein. Bei der ersten Tagung der Vorläufigen Gesamtsynode im August 1945 warb Lorentzen erfolgreich für eine Eingabe an die Militärregierung, sich bei der Entnazifizierung auf die Bestrafung derjenigen zu beschränken, die sich persönlich wirklicher Verbrechen schuldig gemacht hätten, anstatt „Hunderttausende von Menschen“ zu verdammen, die sich „aus Vaterlandsliebe“ der NSDAP und ihren Organisationen angeschlossen hätten.
Zum 1. Dezember 1945 wurde Propst Maximilian Gehrckens, der 1944 ins Amt gekommen war, in den Ruhestand versetzt. Lorentzen wurde im August 1946 sein Nachfolger. Im Sommer 1946 wandte er sich erfolgreich gegen die beabsichtigte Demontage der Kieler Werftanlagen.
Lorentzen war seit Frühjahr 1910 mit Margarete Zeidler verheiratet. Sie hatten sechs Kinder.

## Veröffentlichungen (Auswahl)

### Als Autor
- Die Stimme der Kirche, ein Erlebnis der Kirche. Potsdam: Stiftungsverlag 1927 (mit sehr vielen autobiographischen Bezügen).
- Die Glocken von St. Nikolai. [Ein Spiel der Glockenbegegnung], Kiel: Karl J. Rößler 1929.
- Das Bekenntnis von Augsburg. Das Ringen um den Lebensquell der evangelisch-lutherischen Kirche 1530–1930. Sehrohr-Verlag, Neumünster [1930].
- Kirche und Volkstum im Lichte des kleinen Katechismus. Ein Wort an Leute der Kirche, die das Volkstum, und ein Wort an völkisch Gesinnte, die die Kirche bejahen wollen. Heinrich Möller Söhne, Rendsburg [1931].
- Diesseits und jenseits der Grenze. Nicolai Frederic Severin Grundtvig und Claus Harms. Gegenwartsfragen im Licht der Vergangenheit. Ihloff, Neumünster 1933.
- Das letzte Stadium der Oxford-Bewegung. Essen 1935.
- Das christliche Bekenntnis und die Deutsche Glaubensbewegung. Eine Auseinandersetzung mit Graf Reventlow und Professor Hauer. Ihloff, Neumünster 1935 (Digitalisat).[20]
- Das Bekenntnis. Lebenszeugnis der Kirche. Amt für Volksmission, Breklum 1936 (Digitalisat).[21]
- Gustav Frenssens Christusbild. In: Die Nordmark im Glaubenskampf. Eine Antwort der Kirche an Gustav Frenssen, Breklum: Missionsbuchhandlung [1936], S. 18–25.[22]
- Claus Harms. Ein Lebensbild (= Väter der Lutherischen Kirche. Band 5). Martin Luther-Verlag, Erlangen 1937.
- Was die Bibel wirklich sagt! Missionsbuchhandlung, Breklum [1939] (Digitalisat).[23]
- 700 Jahre St. Nikolaikirche in Kiel. Missionsbuchhandlung, Breklum 1941.

### Als Herausgeber
- Die Nordmark im Glaubenskampf. Missionsbuchhandlung, Breklum [1936][24] (Digitalisat).